# Dune (seria)
Dune – seria gier komputerowych opartych na powieści fantastycznonaukowej Franka Herberta pod tytułem Diuna.

## Seria gier
- Dune (1992) – gra przygodowo-strategiczna
- Dune II: Battle for Arrakis (1992) – gra strategiczna
- Dune 2000 (1998) – gra strategiczna
- Emperor: Battle for Dune (2001)
- Frank Herbert’s Dune (2001)

W 1979 i w 1984 roku zostały wydane gry planszowe oparte na świecie Diuny, zaś w 1995 roku wydano również grę karcianą.